# Басманная слобода
Басма́нная слобода́ — историческая местность в северо-восточной части Москвы, известная с XVII века. В настоящий момент входит в состав Басманного района Москвы.

## История
Своим названием Басманная слобода обязана слову «басман», произошедшим от татарского батман или шведского безмен — вес, хотя последнее является заимствованием из славянских языков. Согласно словарю В. И. Даля, басманом назывался «дворцовый или казённый хлеб». От него пошло название пекарей-басманников, а от них название перешло к слободе, в которой они жили. По другой версии, название слободы произошло от слова басма — так на Руси называли тонкие листы металла с изящным рельефным рисунком, которые использовали для украшения икон. Тогда можно предположить, что в слободе жили чеканщики по металлу.
Басманная слобода уступала в размерах только Садовой, Барашёвской и Огородной слободам — в 1638 году здесь считалось 64 двора, а к 1679 году их значилось уже 113. Дома жителей стояли вдоль дороги на узких земельных наделах, а за ними располагались огороды и поля.
К концу XVII века к северу от Басманной слободы по указу царя образовалось поселение офицеров петровских полков. Эта территория стала называться Новой солдатской или Капитанской слободой; реже — Новой Басманной. К 1702 году приход увеличился почти в два раза — до 114 дворов. В XVIII веке территория стала застраиваться домами знати, военных, купцов.

## Улицы и дороги
- Старая Басманная улица
- Новая Басманная улица
- Басманный переулок
- Басманный тупик

## Достопримечательные объекты

### Храм Никиты Мученика на Старой Басманной
Основная статья — Храм Никиты Мученика на Старой Басманной
Каменная Сретенская церковь с приделом великомученика Никиты была построена на месте деревянной в 1625 г. и сразу стала центром слободы. Только в 1751 г., был построен храм в стиле барокко, который сохранился до наших дней. Существует мнение, что в основе оставили фрагменты прежней каменной церкви. Авторством принято считать известного архитектора Д. В. Ухтомского.

### Храм Апостолов Петра и Павла в Басманной слободе
Основная статья — Храм Апостолов Петра и Павла в Басманной слободе
В 1695 г. в Капитанской слободе была построена деревянная церковь Петра и Павла, которые были святыми покровителями царя. Её приход состоял из 44 дворов. В 1705 году началось строительство каменного храма под руководством архитектора Ивана Зарудного.